# Le Plessier-sur-Saint-Just
Pour les articles homonymes, voir Le Plessier.
Le Plessier-sur-Saint-Just est une commune française située dans le département de l'Oise en région Hauts-de-France. 

## Géographie

### Localisation
Le Plessier-sur-Saint-Just est un village rural du Plateau picard jouxtant Saint-Just-en-Chaussée et situé à 15 km à vol d'oiseau au nord de Clermont, 27 km au nord-est de Beauvais, 17 km au sud-est de Breteuil, 17 km au sud-ouest de Montdidier et 28 km à l'ouest de Compiègne.
En 1835, Louis Graves indiquait que Le Plessier-sur-Saint-Just était une « commune du médiocre étendue, située sur le:plateau oriental et sur la déclivité de la vallée d'Aré. Le village formé de deux principales rues presque parallèles. est rapproché de la limite occidentalle. Il n'y a point d'eau courante dans le pays ».

### Communes limitrophes
Les communes limitrophes sont Angivillers, Lieuvillers, Plainval, Ravenel, Saint-Just-en-Chaussée et Valescourt.
|                        | Plainval                |             |
| Saint-Just-en-Chaussée | Plessier-sur-Saint-Just | Ravenel     |
| Valescourt             | Lieuvillers             | Angivillers |

### Hydrographie
La commune est située dans le bassin Seine-Normandie. Elle n'est drainée par aucun cours d'eau,.

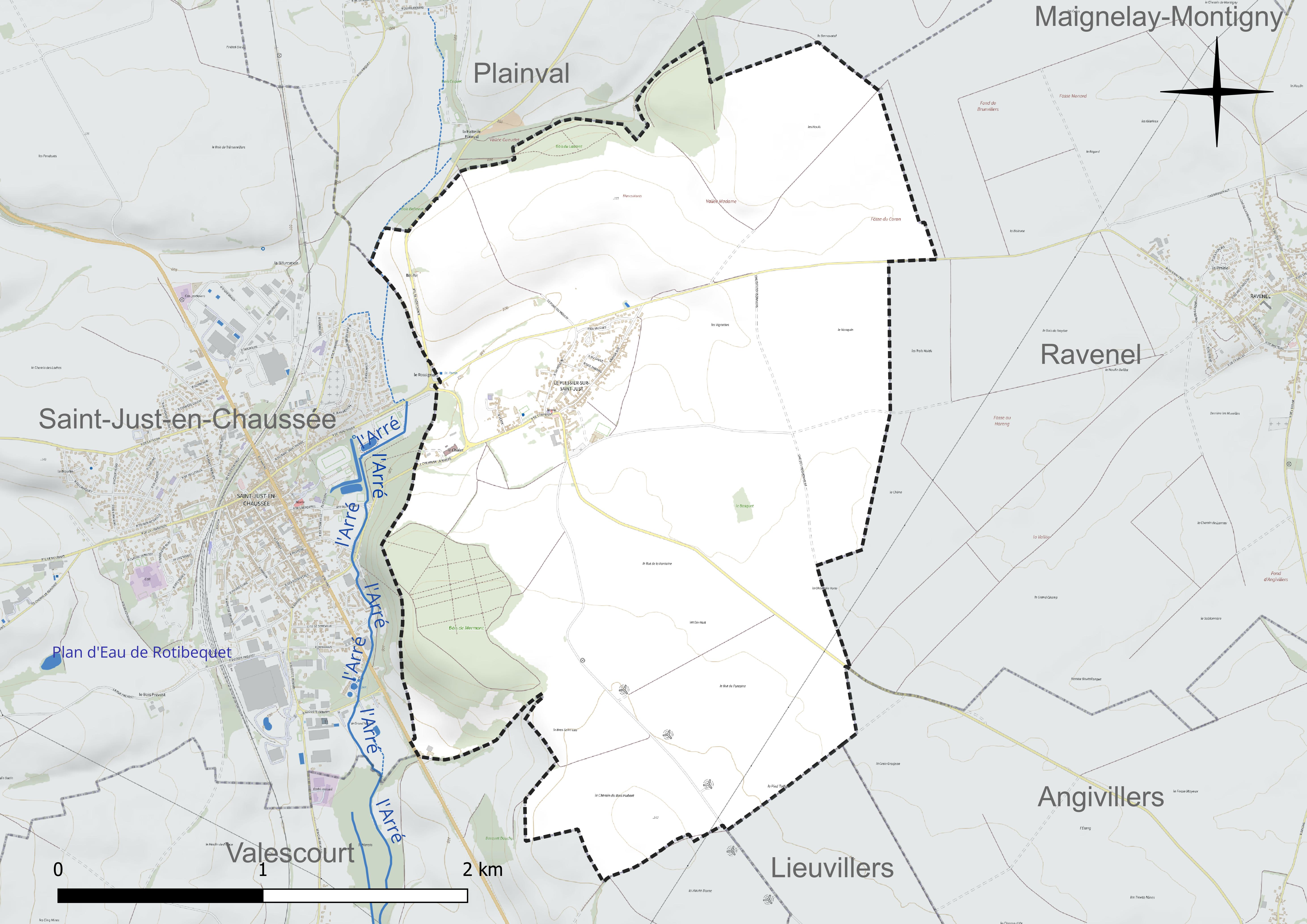
Carte hydrographique de la commune.
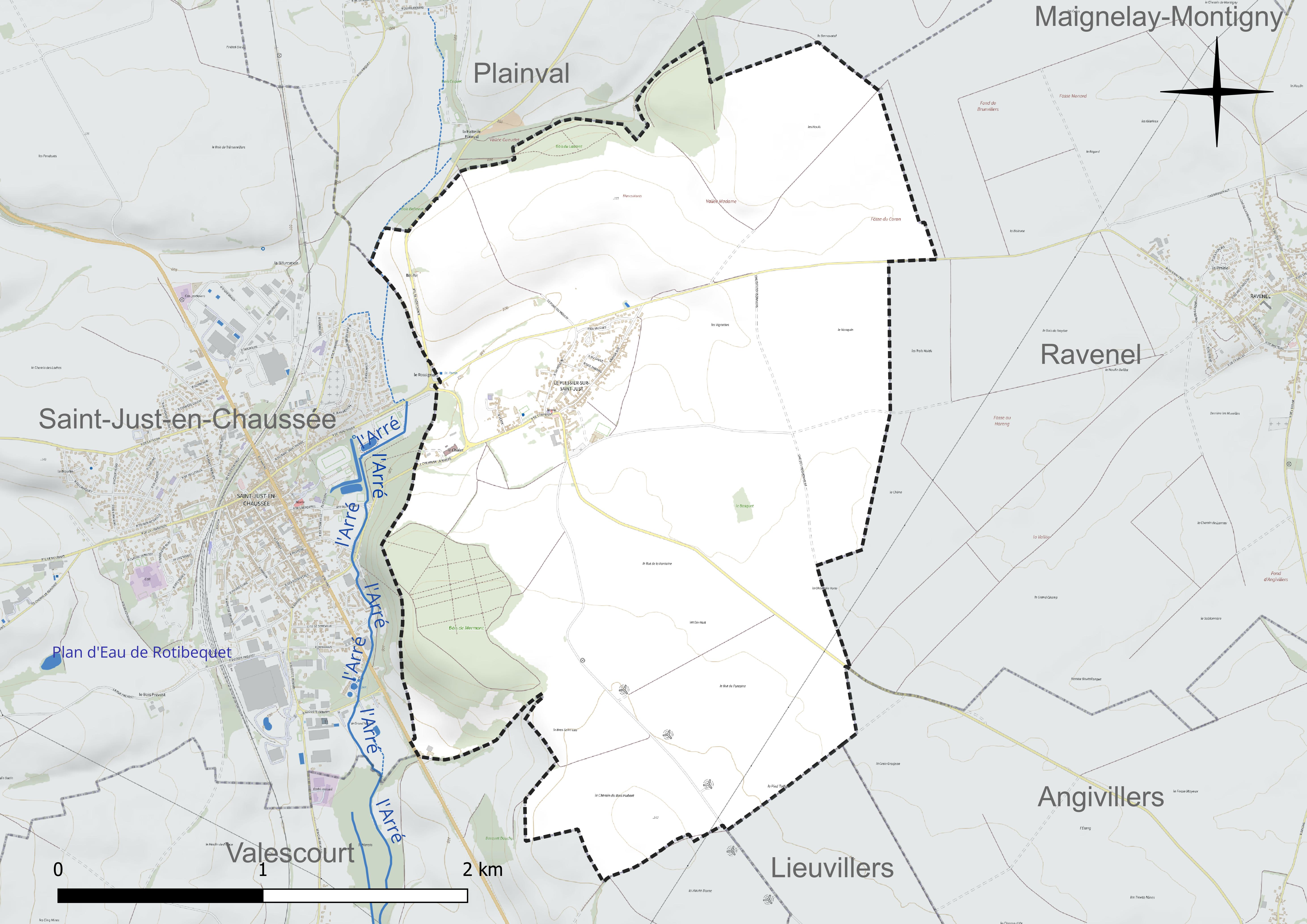
Réseau hydrographique du Le Plessier-sur-Saint-Just.

### Climat
Pour des articles plus généraux, voir Climat des Hauts-de-France et Climat de l'Oise.
En 2010, le climat de la commune est de type climat océanique dégradé des plaines du Centre et du Nord, selon une étude du CNRS s'appuyant sur une série de données couvrant la période 1971-2000. En 2020, Météo-France publie une typologie des climats de la France métropolitaine dans laquelle la commune est exposée à un climat océanique et est dans la région climatique Nord-est du bassin Parisien, caractérisée par un ensoleillement médiocre, une pluviométrie moyenne régulièrement répartie au cours de l'année et un hiver froid (3 °C).
Pour la période 1971-2000, la température annuelle moyenne est de 10,4 °C, avec une amplitude thermique annuelle de 14,4 °C. Le cumul annuel moyen de précipitations est de 684 mm, avec 11,2 jours de précipitations en janvier et 8 jours en juillet. Pour la période 1991-2020, la température moyenne annuelle observée sur la station météorologique la plus proche, située sur la commune de Godenvillers à 11 km à vol d'oiseau, est de 11,1 °C et le cumul annuel moyen de précipitations est de 701,9 mm,. Pour l'avenir, les paramètres climatiques de la commune estimés pour 2050 selon différents scénarios d'émission de gaz à effet de serre sont consultables sur un site dédié publié par Météo-France en novembre 2022.

## Urbanisme

### Typologie
Au 1er janvier 2024, Le Plessier-sur-Saint-Just est catégorisée petite ville, selon la nouvelle grille communale de densité à sept niveaux définie par l'Insee en 2022.
Elle appartient à l'unité urbaine de Saint-Just-en-Chaussée, une agglomération intra-départementale regroupant deux  communes, dont elle est une commune de la banlieue,,. Par ailleurs la commune fait partie de l'aire d'attraction de Paris, dont elle est une commune de la couronne,.

### Occupation des sols

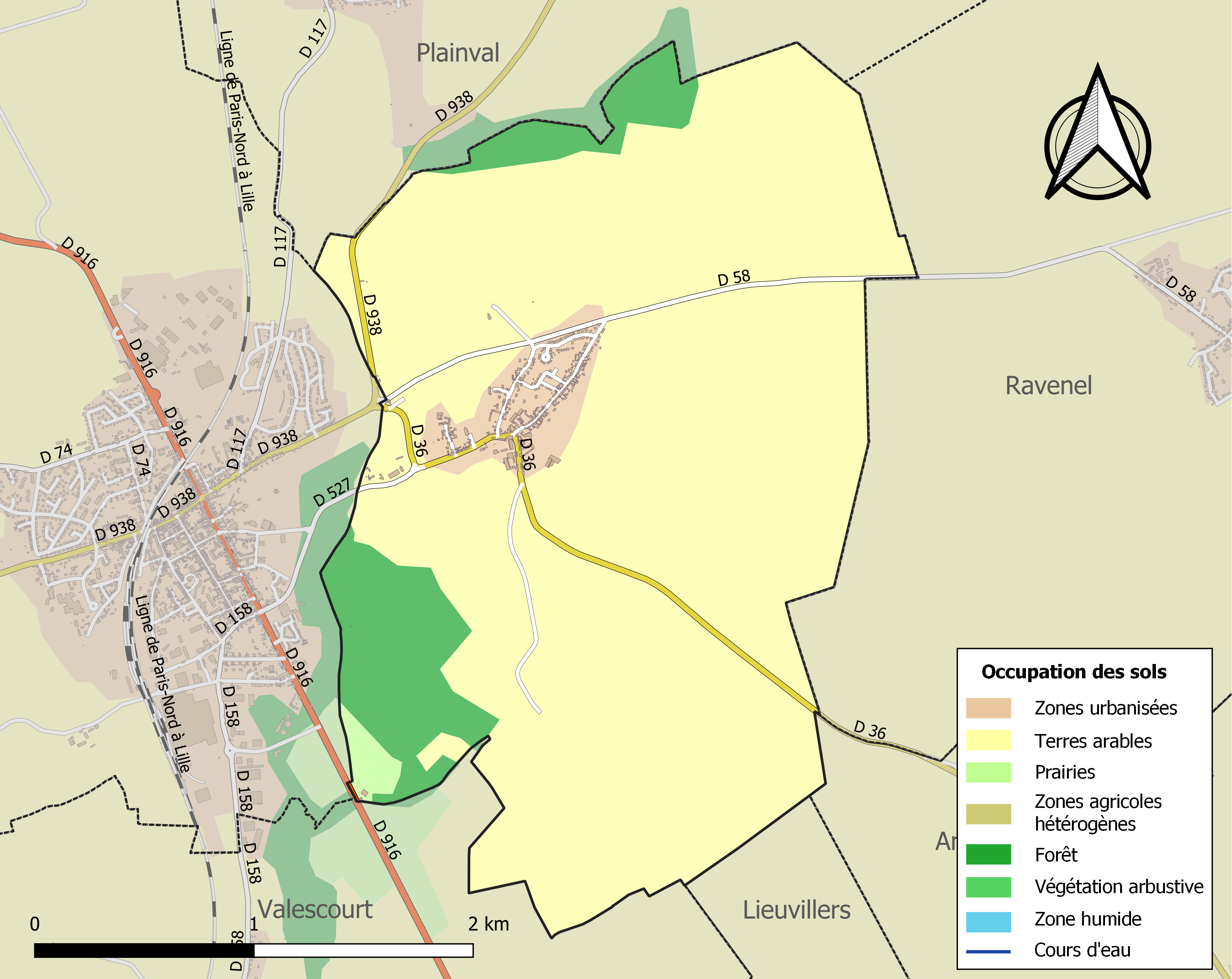
Carte des infrastructures et de l'occupation des sols de la commune en 2018 (CLC).

L'occupation des sols de la commune, telle qu'elle ressort de la base de données européenne d'occupation biophysique des sols Corine Land Cover (CLC), est marquée par l'importance des territoires agricoles (85,8 % en 2018), une proportion identique à celle de 1990 (85,8 %). La répartition détaillée en 2018 est la suivante : 
terres arables (84,8 %), forêts (9,8 %), zones urbanisées (4,4 %), prairies (1 %). L'évolution de l'occupation des sols de la commune et de ses infrastructures peut être observée sur les différentes représentations cartographiques du territoire : la carte de Cassini (XVIIIe siècle), la carte d'état-major (1820-1866) et les cartes ou photos aériennes de l'IGN pour la période actuelle (1950 à aujourd'hui).

### Habitat et logement
En 2020, le nombre total de logements dans la commune était de 240, alors qu'il était de 233 en 2015 et de 218 en 2010.
Parmi ces logements, 92,9 % étaient des résidences principales, 0,8 % des résidences secondaires et 6,3 % des logements vacants. Ces logements étaient pour 96,2 % d'entre eux des maisons individuelles et pour 3,8 % des appartements.
Le tableau ci-dessous présente la typologie des logements au Le Plessier-sur-Saint-Just en 2020 en comparaison avec celle de l'Oise et de la France entière. Une caractéristique marquante du parc de logements est ainsi une proportion de résidences secondaires et logements occasionnels (0,8 %) inférieure à celle du département (2,4 %) et à celle de la France entière (9,7 %). Concernant le statut d'occupation de ces logements, 71,2 % des habitants de la commune sont propriétaires de leur logement (76,9 % en 2015), contre 61,4 % pour l'Oise et 57,5 pour la France entière.
| Typologie                                               | Le Plessier-sur-Saint-Just | Oise | France entière |
| ------------------------------------------------------- | -------------------------- | ---- | -------------- |
| Résidences principales (en %)                           | 92,9                       | 90,5 | 82,1           |
| Résidences secondaires et logements occasionnels (en %) | 0,8                        | 2,4  | 9,7            |
| Logements vacants (en %)                                | 6,3                        | 7,1  | 8,2            |

### Voies de communication et transports
La commune est desservie, en 2023, par les lignes 662, 683 et 6304 du réseau interurbain de l'Oise.

## Toponymie
La localité  est attestée sous les noms de Le Plessis-Saint-Just, Plessier-Saint-Just (Pleisseium sub sanctum Justum).
Dérivés de pal, forme ancienne de pieu, du latin palus, le Plessier est un lieu ou un terrain clos à l'aide de haies ou d'éléments faits de branches tressées entrelacées.

## Histoire

### Ancien Régime
Selon Louis Graves, « les Normands ayant envahi la Picardie aux neuvième et dixième siècles, pillèrent non seulement les villes, mais se répandirent dans les campagnes; dont ils brûlaient les villages, et dont ils exterminaient la population. :Les habitants furent contraints de se réfugier dans les bois, alors beaucoup plus étendus qu'aujourd'hui ; ils en fortifièrent les hauteurs qu'ils entourèrent de haies épaisses et de boulevards, d'où ils pouvaient se défendre contre les barbares. Ces sortes de retranchements se nommaient Plessis ou Plesserais, et dans la suite on y bâtit des villages à causé de leur forte situation : de ce nombre tut certainement Le Plessier-sur-Saint-Just qui domine son ancien chef-lieu comme le ferait une citadelle. 
Le Plessier dépendait du comté-pairie de Beauvais, comme membre de la châtellenie de Saint-Just.
II fut démembré du territoire de Saint-Just vers l'année 1300, pour devenir un fief direct du comté de Beauvais. Guy de Rouvroy de Saint-Simon le possédait à la fin du seizième siècle. Mathïeu de Rouvroy vendit cette terre le  29 avril 1589 à Armand de Corbie, chanoine de Beauvais et chancelier de France. Charles de Lameth dont la maison possédait depuis longtemps Le Plessier, acquit en 1628 la châtellenie de Saint-Just à laquelle cette ancienne dépendance se trouva de nouveau réunie
Les seigneurs y firent bâtir, en l'honneur de Saint Etienne un manoir avec une chapelle , qu'ils dotèrent de terres situées autours des carrières ; une transaction du 20 avril 1490 obligeait les relmigieux de Saint-Just d'y célébrer trois messes par semaine
Antoine de Lameth, seigneur du Plessis, général des finances de François Ier obtint dans le siècle suivant que la chapelle fût érigée en cure  ».

### Époque contemporaine
En 1835, on fabrique au Plessier de la bonneterie, et des toiles de lin. Un moulin à vent y est exploité.

## Politique et administration

### Rattachements administratifs et électoraux

#### Rattachements administratifs
La commune se trouve depuis 1942 dans l'arrondissement de Clermont du département de l'Oise.
Elle faisait partie depuis 1793 du canton de Saint-Just-en-Chaussée. Dans le cadre du redécoupage cantonal de 2014 en France, cette circonscription administrative territoriale a disparu, et le canton n'est plus qu'une circonscription électorale.

#### Rattachements électoraux
Pour les élections départementales, la commune fait partie depuis 2014 d'un nouveau canton de Saint-Just-en-Chaussée porté de 29 à 84 communes.
Pour l'élection des députés, elle fait partie de la première circonscription de l'Oise.

### Intercommunalité
Le Plessier-sur-Saint-Just est membre de la communauté de communes du Plateau Picard, un établissement public de coopération intercommunale (EPCI) à fiscalité propre créé fin 1999 et auquel la commune a transféré un certain nombre de ses compétences, dans les conditions déterminées par le code général des collectivités territoriales.

### Liste des maires
| Période                                  | Période                       | Identité          | Étiquette | Qualité                    |
| ---------------------------------------- | ----------------------------- | ----------------- | --------- | -------------------------- |
| Les données manquantes sont à compléter. |                               |                   |           |                            |
|                                          |                               |                   |           |                            |
| mars 2001                                | décembre 2023                 | François Lefèvre, | DIV       | Agriculteur Démissionnaire |
| février 2024                             | En cours (au 25 février 2024) | Maryse Lefèvre    |           |                            |

## Population et société
Les habitants sont appelés les Plessierois et les Plessieroises.

### Démographie

#### Évolution démographique
L'évolution du nombre d'habitants est connue à travers les recensements de la population effectués dans la commune depuis 1793. Pour les communes de moins de 10 000 habitants, une enquête de recensement portant sur toute la population est réalisée tous les cinq ans, les populations de référence des années intermédiaires étant quant à elles estimées par interpolation ou extrapolation. Pour la commune, le premier recensement exhaustif entrant dans le cadre du nouveau dispositif a été réalisé en 2004.

En 2022, la commune comptait 539 habitants, en évolution de +6,31 % par rapport à 2016 (Oise : +0,87 %, France hors Mayotte : +2,11 %).
| 1793 | 1800 | 1806 | 1821 | 1831 | 1836 | 1841 | 1846 | 1851 |
| ---- | ---- | ---- | ---- | ---- | ---- | ---- | ---- | ---- |
| 444  | 429  | 450  | 458  | 405  | 388  | 360  | 397  | 384  |

| 1856 | 1861 | 1866 | 1872 | 1876 | 1881 | 1886 | 1891 | 1896 |
| ---- | ---- | ---- | ---- | ---- | ---- | ---- | ---- | ---- |
| 412  | 386  | 378  | 400  | 479  | 462  | 426  | 466  | 462  |

| 1901 | 1906 | 1911 | 1921 | 1926 | 1931 | 1936 | 1946 | 1954 |
| ---- | ---- | ---- | ---- | ---- | ---- | ---- | ---- | ---- |
| 461  | 533  | 546  | 487  | 503  | 449  | 452  | 512  | 460  |

| 1962 | 1968 | 1975 | 1982 | 1990 | 1999 | 2004 | 2006 | 2009 |
| ---- | ---- | ---- | ---- | ---- | ---- | ---- | ---- | ---- |
| 445  | 381  | 365  | 498  | 513  | 510  | 499  | 497  | 488  |

| 2014 | 2019 | 2022 | - | - | - | - | - | - |
| ---- | ---- | ---- | - | - | - | - | - | - |
| 510  | 528  | 539  | - | - | - | - | - | - |

#### Pyramide des âges
La population de la commune est relativement jeune.
En 2018, le taux de personnes d'un âge inférieur à 30 ans s'élève à 32,9 %, soit en dessous de la moyenne départementale (37,3 %). À l'inverse, le taux de personnes d'âge supérieur à 60 ans est de 25,9 % la même année, alors qu'il est de 22,8 % au niveau départemental.
En 2018, la commune comptait 261 hommes pour 260 femmes, soit un taux de 50,1 % d'hommes, légèrement supérieur au taux départemental (48,89 %).
Les pyramides des âges de la commune et du département s'établissent comme suit.
| Hommes | Classe d’âge | Femmes |
| ------ | ------------ | ------ |
| 0,4    | 90 ou +      | 0,4    |
| 5,7    | 75-89 ans    | 6,5    |
| 19,6   | 60-74 ans    | 19,4   |
| 24,2   | 45-59 ans    | 20,9   |
| 18,5   | 30-44 ans    | 18,6   |
| 13,6   | 15-29 ans    | 13,7   |
| 18,1   | 0-14 ans     | 20,5   |

| Hommes | Classe d’âge | Femmes |
| ------ | ------------ | ------ |
| 0,5    | 90 ou +      | 1,4    |
| 5,5    | 75-89 ans    | 7,6    |
| 15,6   | 60-74 ans    | 16,3   |
| 20,8   | 45-59 ans    | 20     |
| 19,4   | 30-44 ans    | 19,4   |
| 17,6   | 15-29 ans    | 16,2   |
| 20,6   | 0-14 ans     | 19,1   |

### Manifestations culturelles et festivités
La sixième édition du festival de printemps a eu lieu du 20 au22 mai 2022.

## Culture locale et patrimoine

### Lieux et monuments
Le Plessier-sur-Saint-Just compte deux monuments historiques sur son territoire :
- Ancienne porte, rue de Compiègne (inscrite monument historique par arrêté du 23 février 1951[25]) ;
- Porte, 25 rue du Moulin (inscrite monument historique par arrêté du 23 février 1951[26]).

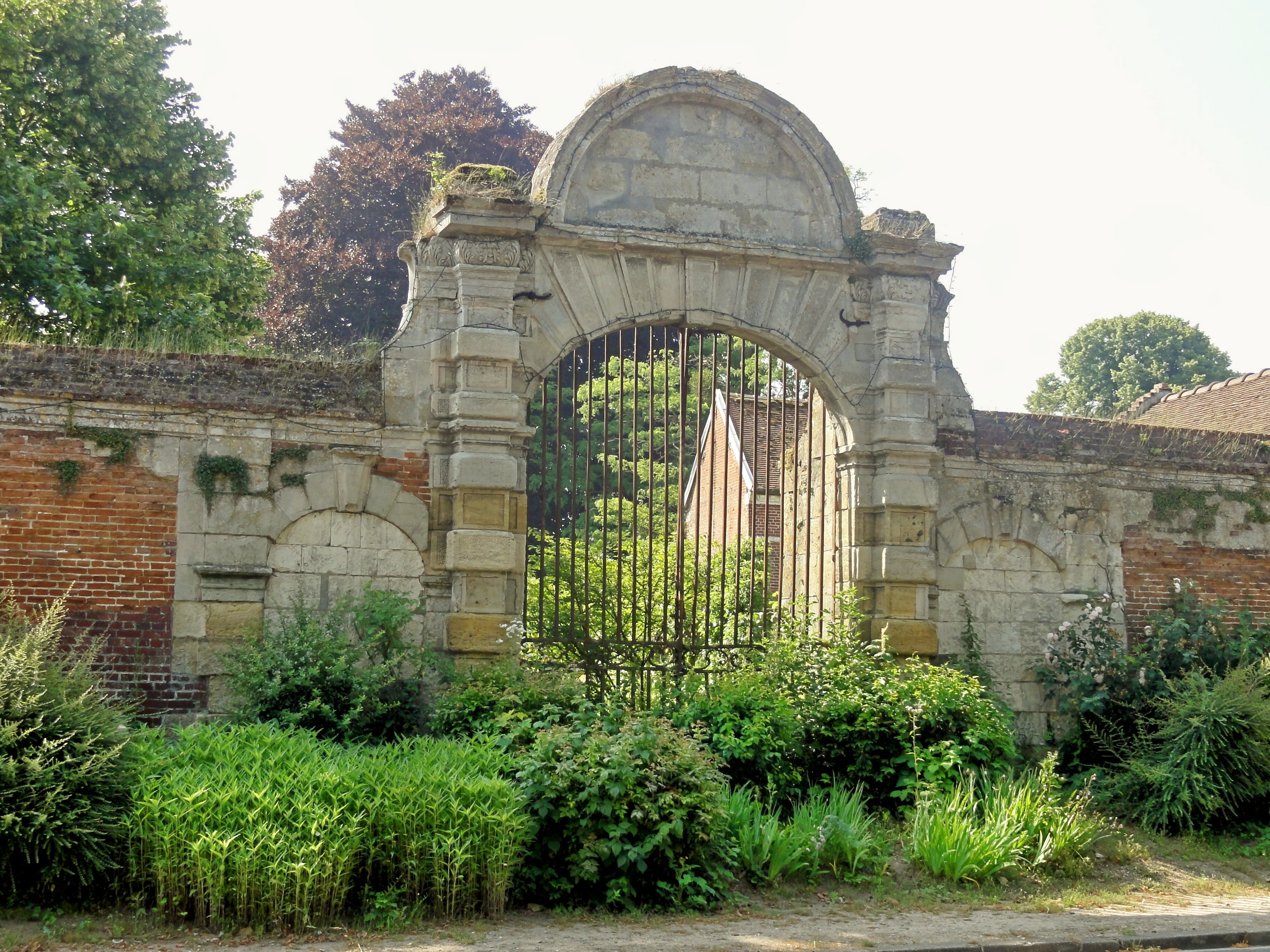
Porte, rue de Compiègne.
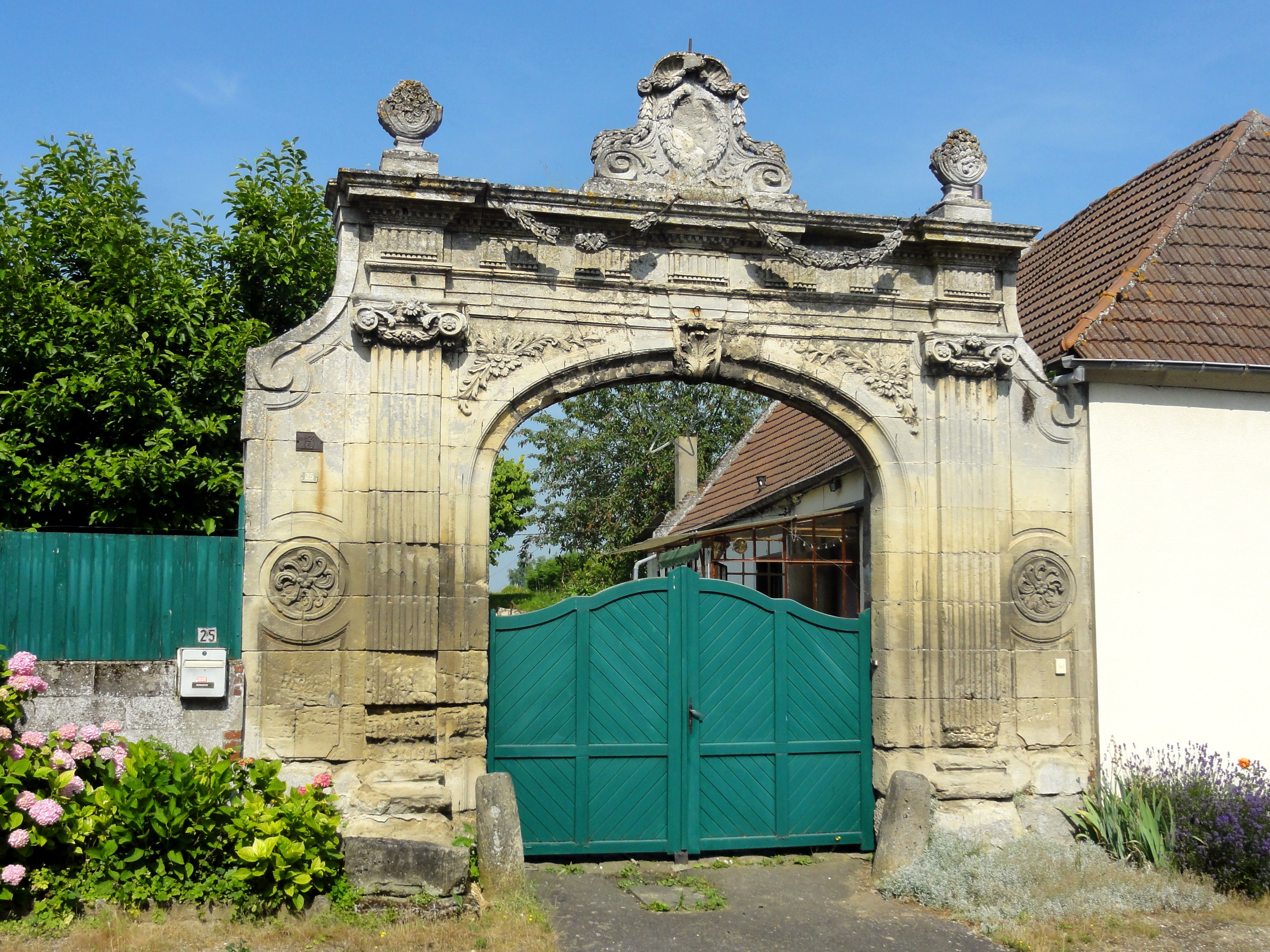
Porte, 25 rue du Moulin.
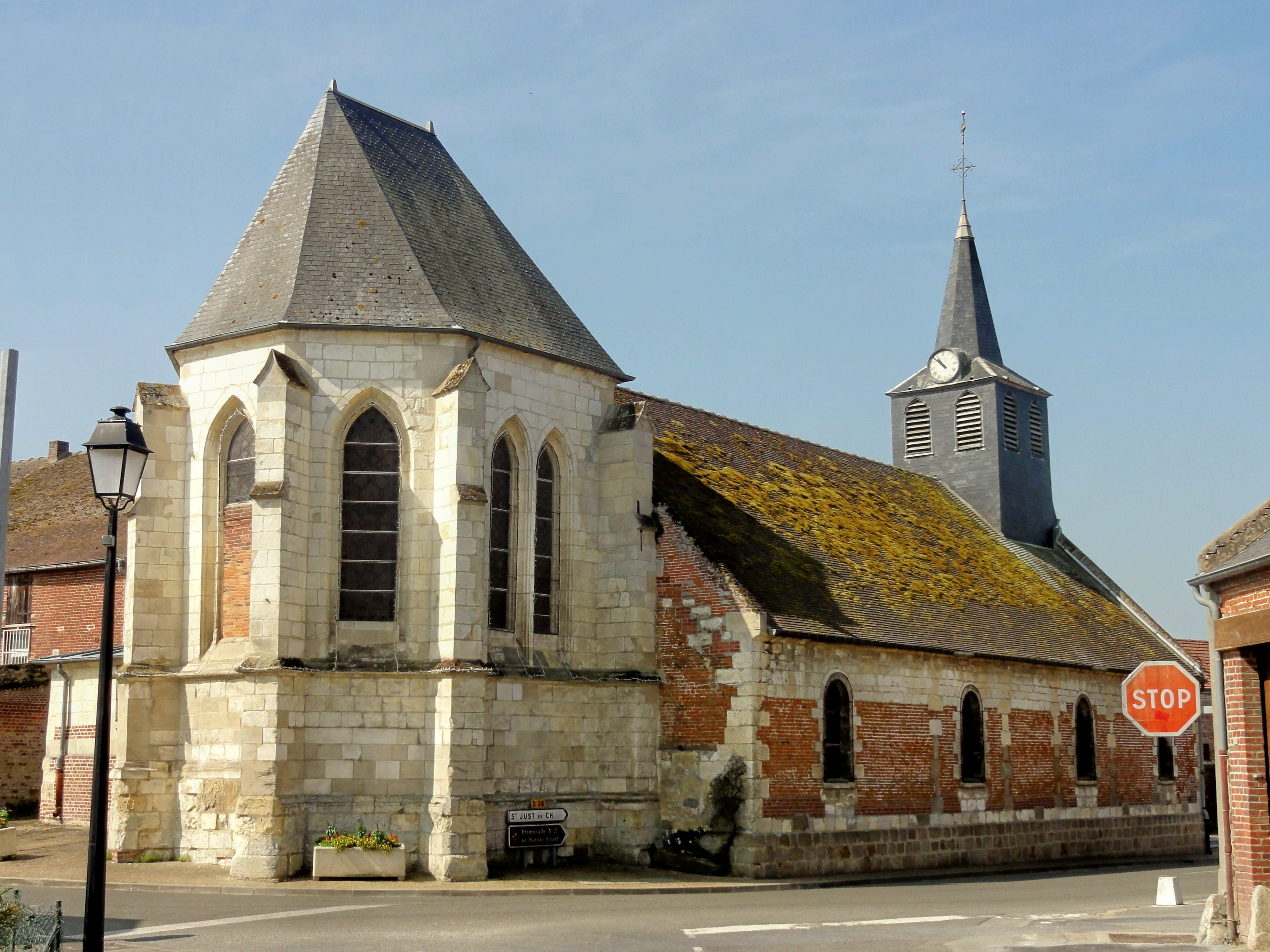
Église Saint-Étienne.

On peut également signaler :
- Église paroissiale Saint-Étienne (XVe, XVIIe et XVIIIe siècles) : construite en 1481, elle fut détruite et rebâtie en 1675, puis une seconde fois en 1753.

### Personnalités liées à la commune
- Claude Juste Alexandre Legrand, né au Plessier-sur-Saint-Just le 23 février 1762, général des armées de la République et de l'Empire.
- Annick Loir, née au Plessier-sur-Saint-Just en 1958, athlète française, championne de France du 3000 mètres en 1979.

### Héraldique
| Blason de Le Plessier-sur-Saint-Just | Blason  | D'argent au cheval cabré de sable, à la fasce de gueules chargée d'une étoile d'or brochant sur le tous, au franc canton d'azur chargé d'une épée aussi d'or. |
| Blason de Le Plessier-sur-Saint-Just | Détails | Le statut officiel du blason reste à déterminer. |

## Pour approfondir